# Ballade số 1 (Chopin)
Ballade số 1 cung Sol thứ, Op. 23 là bản ballade dành cho piano độc tấu, được Frédéric Chopin viết và hoàn thành năm 1835. Đây là một trong những tác phẩm nổi tiếng nhất của Chopin. Một buổi biểu diễn tác phẩm này thường kéo dài từ chín đến mười phút.

## Lịch sử
Bản ballade có từ bản phác thảo Chopin viết vào năm 1831 trong suốt tám tháng ở Vienna của ông. Nó đã được hoàn thành vào năm 1835 sau khi ông chuyển đến Paris, nơi ông đã dành nó cho Baron Nathaniel von Stockhausen, đại sứ quán Hanover ở Pháp.
Năm 1836, Robert Schumann đã nhận xét rằng: "Tôi đã nhận được một Ballade mới từ Chopin, có vẻ như là một tác phẩm gần gũi nhất với thiên tài của ông (mặc dù không phải là sáng tạo nhất). Tôi đã nói với ông ấy rằng tôi thích nó nhất trong tất cả các sáng tác của ông. Sự im lặng kéo dài của ông trả lời với sự nhấn mạnh, 'Tôi rất vui khi nghe điều này vì tôi cũng thích nó nhất và giữ nó một cách yêu mến nhất.'"

## Cấu tạo

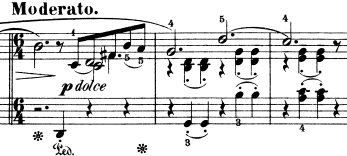
Giai điệu chính của Ballade số 1

Phần mở đầu được viết bằng đảo ngược lần đầu với hợp âm La giáng trưởng (Ab major chord), nó là một hợp âm của người Neapolitan, tạo cảm giác hùng vĩ, oai nghiêm, kết thúc bằng một hợp âm bất hòa bên tay trái, Rê, Sol và Mi giáng. Mặc dù bản gốc của Chopin rõ ràng đánh dấu một Mi giáng như một nốt cao, hợp âm đã gây ra một số tranh cãi. Và do đó, một số phiên bản của tác phẩm - chẳng hạn như phiên bản của Klindworth - bao gồm Rê, Sol, Rê như một ossia (một đoạn nhạc khác có thể chơi thay vì đoạn ban đầu).
Phần chính của Ballade gồm hai phần. Phần giới thiệu ngắn gọn viết ở cung Sol thứ (G minor), bắt đầu ở ô nhịp thứ 8. Càng về sau, giai điệu của bản nhạc càng kịch tính. Phần thứ hai bắt đầu một cách nhẹ nhàng ở ô nhịp thứ 68, viết ở cung Mi giáng trưởng (Eb major). Âm thanh phần giới thiệu được lặp lại nhưng được viết ở cung La thứ (A minor). Sau đó giai điệu một lần nữa được đẩy lên cao trào rồi quay về cung ban đầu, Sol thứ.
Bản ballade kết thúc bằng một đoạn coda, đánh dấu bằng nhịp độ rất nhanh, dồn dập.
Nhìn chung, bản nhạc có cấu trúc phức tạp và không giới hạn ở bất kỳ hình thức cụ thể, nhưng nó được kết hợp các ý tưởng chủ yếu từ các dạng sonata và biến thể.
Một điểm đặc biệt của Ballade số 1 là nhịp của nó. Trong khi ba bản nhạc còn lại được viết bằng nhịp cố đinh với nhịp 6
8, Ballade số 1 có sai lệch so với điều này. Phần mở đầu bản nhạc được viết trong nhịp 4
4, và phần coda được viết bằng nhịp 2
2. Phần còn lại của bản nhạc lại viết được viết bằng nhịp 6
4, chứ không phải là 6
8 đặc trưng cho những bản nhạc khác.

## Trong văn hóa đại chúng
Sau khi Chopin mất, nhạc công violin và nhạc sĩ người Bỉ Eugène Ysaÿe thực hiện bản biên khúc riêng của ông cho violin và piano. Bản biên khúc này được sử dụng cho nhạc phim trong tập cuối cùng của anime Nhật Bản Tháng Tư là lời nói dối của em năm 2014–2015.